# Danzas
Danzas était une société de transport de marchandises suisse, aujourd'hui connue comme DHL Global Forwarding.

## Histoire
- 1815, Danzas est créé par Louis Danzas avec la compagnie Michel L'Évêque à Saint-Louis.

- 1846, la compagnie Danzas & L'Évêque reçoit la concession du transport de courrier entre Le Havre et New York.

- 1854, la première succursale s'ouvre à Bâle (Suisse).

- 1920, Danzas est l'une des premières compagnies à exploiter le transport aérien naissant, et commence à expédier du fret entre la France et la Grande-Bretagne par voie aérienne.

- 1962, Danzas ouvre son propre terminal de fret à Paris.

- 1968, création de Transvet, filiale spécialisée dans le transport et la distribution de vêtements sur cintres.

- 1986, rachat de Tuya aux États-Unis et des principales filiales logistiques du groupe Unilever en Europe (Satem et France), qui seront à l'origine de l'orientation de Danzas vers la logistique industrielle.

- 1992, forte expansion en Europe de l'Est, Inde, Malaisie, Thaïlande et Vietnam.

- 1993, à la suite de l'abolition des barrières douanières, l'entreprise s'organise autour de ses trois métiers que sont le fret et la messagerie européenne, le fret aérien et maritime intercontinental, et les solutions logistiques.

- 1998, obtention de la première licence multiservice en Chine et rachat de la Sermat pour les projets industriels.

- 1998, Danzas racheté par le groupe Deutsche Post World Net.

- 1999, fusion avec Air Express International, premier prestataire de services de fret aérien internationaux aux États-Unis.

- 2000, numéro un du fret aérien et numéro deux du fret maritime, opérant dans 150 pays.

- 2003, fusionne avec DHL.

- 2006, renommé DHL Global Forwarding